# Йосип де Каласанс

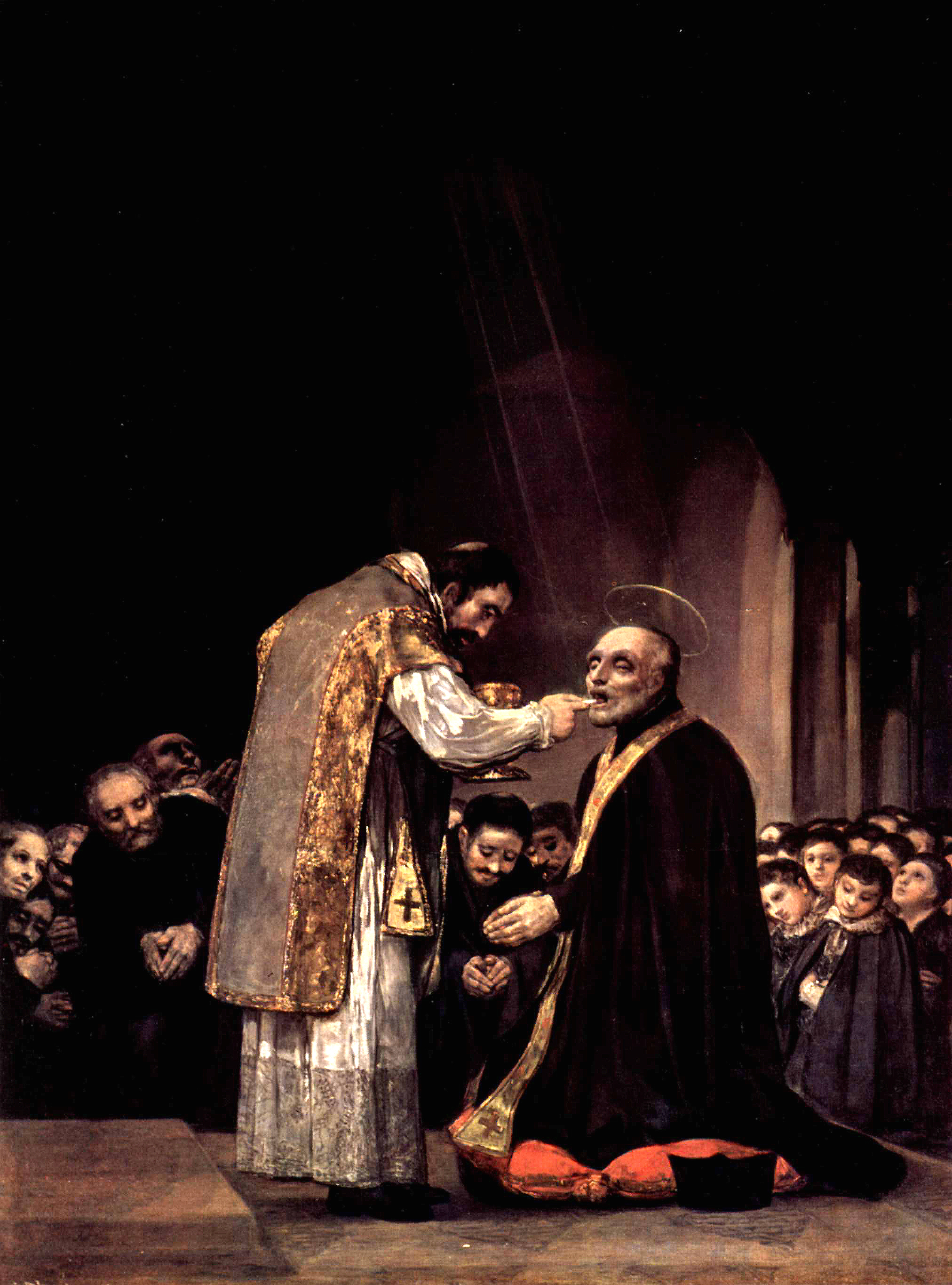
Ф. Гоя «Останнє причастя Йосипа де Каласанс».

Йосип де Каласанс, також відомий як Йосиф де Каласанс, Йосип Каласанський, Хосе де Каласанс Маркес (ісп. José de Calasanz Marqués, італ. Giuseppe Calasanzio, 11 вересня 1556, Перальта-де-ла-Сал, Іспанія — 25 серпня 1648, Рим) — католицький святий, священник, педагог, засновник ордену піаристів (піарів). Засновник першої у Європі безкоштовної загальноосвітньої школи. 

## Біографія
Йосип народився у великій родині, в якій був молодшим з 8 дітей. Отримав хорошу освіту, навчався в Лериді, Алькале і Валенсії. У 1583 році був висвячений на священника, а в 1592 році отримав звання доктора богослов'я. У тому ж році Йосип покинув Іспанію і вирушив у Рим. У 1595 році під час епідемії чуми доглядав за хворими. 
Йосип вирішив присвятити себе справі освіти молоді. У 1597 році він відкрив у Римі при церкві св. Доротеї першу в Європі безкоштовну загальноосвітню школу. Через кілька років при школі утворилося братство, затверджене в 1602 році папою Климентом VIII. У 1617 році це братство отримало статус чернечого згромадження, а в 1621 році — чернечого ордену, який отримав ім'я орден піаристів (піарів). 
Діяльність ордену стосувалася навчання дітей і юнацтва, крім трьох чернечих обітниць (цнотливості, бідності і покори начальству) піаристи складали спеціальну обітницю, що полягала в присвяті себе справі освіти народу. 
Після утворення ордену св. Йосип був призначений настоятелем ордену спочатку на 9 років, а в 1632 році — довічно. Однак, його педагогічний ідеал виховання кожної дитини, його школи для бідних, його підтримка геліоцентричних наук Галілея Галілея, скандали та переслідування деяких його противників, а також життя в святості і служінні дітям та молоді, несли із собою опозицію багатьох серед правлячих класів у суспільстві та церковній ієрархії. 
У 1642 році св. Йосип постав перед церковним судом. За словами Карен Лібрейх, проблеми загострилися отцем Стефано Керубіні (італ. Stefano Cherubini), спочатку директором піаристської школи в Неаполі, який сексуально знущався над учнями під час догляду. Отець Стефано не приховував принаймні деяких своїх проступків, і Йосип де Каласанс дізнався про них. На прикрість Йосипу де Каласансу, як керівнику ордену, отець Стефано був сином і братом могутніх папських юристів; ніхто не хотів образити сім’ю Керубіні. Отець Стефано зазначив, що якщо звинувачення у його зловживаннях стануть загальнодоступними, то будуть вжиті відповідні дії для знищення ордену піаристів. Таким чином, Йосип де Каласанс підвищив отця Стефано, чим прибрав його з місця злочину. Критикував він його лиш за розкішну дієту і неприсутність на молитвах. Однак він знав, що ким був Керубіні насправді, і він написав, що єдиною метою плану «... є прикрити цю велику ганьбу, щоб вона не сповістила наших начальників».
Згодом підтримка Керубіні стала настільки широкою, що в 1643 році його зробили головою ордену, а літнього Йосипа відсунули вбік. Після цього призначення Каласанс публічно задокументував все, що він знав, про тривале жорстоке поводження Керубіні з дітьми. Та навіть це не завадило його призначенню. Проте інші члени ордену обурювалися через ці та інші, більш очевидні недоліки Керубіні. Через цей розбрат Ватикан вирішив піти найлегшим шляхом та ліквідував орден за правління папи Інокентія X, але через десять років  його відновлено папою Олександром VIII.  
Св. Йосип стійко витримував лиха, що обрушилися на орден, вірячи в його відродження, що й сталося до кінця його життя. В середині XVII століття піари знову стали орденом, який нараховував 6 провінцій, 37 монастирів з більш ніж 500 ченцями. 

## Нововведення
Св. Йосип де Каласанс створив першу в Європі безкоштовну загальноосвітню школу. Він послідовно відстоював право кожного на освіту. Саме тому, його орден навчав тих, хто не міг самостійно профінансувати навчання. Він вважав, що його місія та місія ордену полягала в присвяті себе справі освіти народу. 
Головні заслуги св. Йосипа де Каласанса в галузі освіти — введення в програму навчання нових предметів, зокрема, чистописання і рідної мови; введення концепції поділу на класи, скасування тілесних покарань в школах, строгий контроль за професійним рівнем вчителів.  
Йосип підкреслював, що мета справжнього вчителя не тільки розумовий, але і моральний розвиток учнів, що може бути досягнуто лише при шанобливому ставленні до учнів. 

## Твори
Перу св. Йосипа належить конституція ордена піаристів, дитячий катехізис, а також листування, в яких він викладав свої педагогічні погляди. 

## Прославлення
У 1748 році папа Бенедикт XIV беатифікував Йосипа, в 1767 році папа Климент XIII канонізував його. У 1948 році папа Пій XII проголосив його покровителем усіх християнських шкіл і християнської освіти. 
Св. Йосип зображений на відомій картині Ф. Гої «Останнє причастя Йосипа де Каласанса». 
День пам'яті в католицькій церкві — 25 серпня. 